# Leslie Jones (actrice)
Pour les articles homonymes, voir Leslie Jones et Jones.
Annette Jones, dite Leslie Jones est une humoriste et actrice américaine, née le 7 septembre 1967 à Memphis dans le Tennessee. Elle est connue pour avoir participé à l'émission Saturday Night Live de 2014 à 2019 et a fait des représentations à Just For Laughs (version anglophone du festival Juste pour rire de Montréal), et au Comedy Festival d'Aspen.

## Biographie

### Jeunesse
Annette « Leslie » Jones, est née à Memphis dans le Tennessee. Son père, Willie Jones, fait partie de l'US Army, ce qui conduit sa famille à déménager souvent. Sa famille emménage finalement à Los Angeles, lorsque son père démobilisé décroche un emploi d'ingénieur en électronique à la KJLH, station radio de Stevie Wonder.
Elle suit ses études secondaires à Lynwood en Californie, où elle joue au basket. En mai 2015, elle déclare, lors de l'émission Late Night with Seth Meyers , que son père lui a suggéré de jouer à ce sport à cause de sa grande taille. Elle fait ensuite du basket à l'université Chapman d'Orange, puis est transférée l'université d'État du Colorado suivant en cela son entraîneur,. Elle veut faire des études de droit, mais change plusieurs fois d'option, essayant, entre autres, la comptabilité et l'informatique, pour finalement être diplômée en communication. Lors de son passage à l'université  Chapman, elle fait disc jockey. Hésitante, elle envisage même une carrière de joueuse de basket professionnelle.
En 1987, elle fait son apprentissage de la comédie au Comedy Store de Hollywood.

### Carrière
En 1987, Leslie Jones fait sa première comédie stand-up à l'université où un ami l'inscrit au concours de comédie "Funniest Person on Campus",. Elle remporte ce concours et déménage à Los Angeles. Elle joue dans des clubs, et en parallèle à cette activité, pour joindre les deux bouts, elle travaille pour Roscoe's House of Chicken and Waffles et UPS. L'animatrice Mother Love et Dave Chappelle l'incitent à déménager à New York afin d'affiner son jeu. Elle y réside deux ans au cours desquels elle apparait dans l'émission ComicView de la chaîne BET. Elle retourne ensuite à Los Angeles. Elle joue au Comedy Store de West Hollywood, et reçoit de mauvaises critiques. Elle fait la première partie de Jamie Foxx, et est mal reçue par le public. Découragée, elle ne joue plus pendant trois ans.
En 2010, elle participe à la tournée It's Pimpin' Pimpin' de Katt Williams,. Même année, son spectacle d'une heure Problem Child est diffusé sur Showtime.
En décembre 2013, Saturday Night Live organise un casting en vue d'ajouter au show au moins une femme afro-américaine. Leslie Jones passe une audition. Sasheer Zamata remporte le casting tandis que Leslie Jones est recrutée comme auteur.
Le 3 mai 2014, elle fait une apparition remarquée lors de la partie Weekend Update du Saturday Night Live : au cours de l'émission, elle fait une plaisanterie faisant allusion au problème de célibat et à la reproduction des esclaves lors de la période esclavagiste. Cette blague provoqua une certaine controverse,. Elle apparait dans les premier et troisième épisodes de la quarantième saison de l'émission Saturday Night Live, animés respectivement par Chris Pratt et Bill Hader. Le 20 octobre 2014, elle est promue comme joueuse régulière, et fait ses débuts en tant que telle le 25 octobre 2014, lors l'épisode animé par Jim Carrey. À 47 ans, elle devient la personne la plus âgée à devenir membre du casting de l'émission (elle dépasse Michael McKean et George Coe, qui avaient tous deux 46 ans lorsqu'ils ont rejoint l'émission respectivement, en 1994 et en 1975),. L'accès de Jones à cette fonction fait que c'est la première fois dans l'histoire du Saturday Night Live que le casting de l'émission compte plus d'une femme afro-américaine. Elle rempile pour la quarante-et-unième saison. 
Le 27 août 2019, elle déclare quitter le Saturday Night Live,.
En janvier 2015, elle obtient l'un des premiers rôles dans le remake du film de 1984 SOS Fantômes. Elle joue aux côtés de Melissa McCarthy, Kristen Wiig et Kate McKinnon,. À l'occasion de la sortie du film, elle est l'objet d'attaques haineuses, sexistes et racistes sur les réseaux sociaux, la poussant à abandonner Twitter. Ce dernier parvient à identifier l'instigateur le plus virulent de ces attaques et décide donc de bannir à vie Milo Yiannopoulos en expliquant : « Les gens doivent pouvoir exprimer leurs opinions et croyances sur Twitter. Mais personne ne mérite d’être la cible de tels abus en ligne. Nos règles interdisent l’incitation ou la pratique du harcèlement. ».

## Filmographie

### Cinéma

#### Longs métrages
- 1987 : Home Is Where the Hart Is : l’infirmière de nuit
- 1998 : Le Détonateur (Wrongfully Accused) : le sergent Tina Bagley
- 2003 : National Security : Britney
- 2003 : A Guy Thing : une vendeuse
- 2006 : Repos : Lay La
- 2007 : Gangsta Rap: The Glockumentary : Mamma Rag
- 2008 : Internet Dating : Too Sweett Jones
- 2010 : Something Like a Business : Vanity
- 2010 : Lottery Ticket : Tasha
- 2010 : The Company We Keep : Beverly Blue
- 2012 : House Arrest : Boss Lady
- 2014 : Top Five : Lisa
- 2015 : We Are Family : Leslie
- 2015 : Crazy Amy : la patronne
- 2016 : Les Cerveaux (Masterminds) : l’inspecteur Scanion
- 2016 : SOS Fantômes : Patty Tolan
- 2016 : Tous en scène (doublage de dessin animé)
- 2020 : Coming 2 America : Mary Junson

#### Courts métrages
- 1998 : Sploosh
- 1998 : Does That Make Me a Bad Person? : Marilyn Dukekne
- 2000 : A Feeling Called Glory : l’infirmière écervelée

### Télévision

#### Téléfilms
- 2000 : Mermaid : Clerk
- 2002 : The New Beachcombers : Maud Wrecht

#### Séries télévisées
- 2001 : Dark Angel : la serveuse (épisode Nuit de folie)
- 2012 : Daddy Knows Best : la gourmande (épisode Taser)
- 2013 : Sullivan and Son : Bobbie (épisode Acceptance)
- 2013 : The League : une étudiante (épisode The Bringer Show)
- 2014-2019 : Saturday Night Live : rôle variable
- 2014 : Workaholics : Lynette (épisode The One Where the Guys Play Basketball and Do the Friends Title Thing)
- 2015 : The Awesomes (voix ; épisode The Final Showdown)
- 2016 : Blacklist : la citoyenne (épisode Lady Ambrosia)
- 2022-2023 : Our Flag Means Death : Spanish Jackie (4 épisodes)